# ایی‌آی هریا
ایی‌آی هریا (به انگلیسی: El Horria) یک کشتی است که طول آن ۱۴۶ متر (۴۷۸ فوت) می‌باشد. این کشتی در سال ۱۸۶۵ ساخته شد.